# Stemgeluid (lied)
Stemgeluid is een lied van de Nederlandse rapper en zanger Vlins in samenwerking met de Nederlandse zangeres Laura Yasmin. Het werd in 2023 als single uitgebracht.

## Achtergrond
Stemgeluid is geschreven door Ilias Fettouhi, Lars Menke en Joshua Sambo en geproduceerd door Menke. Het is een nummer uit de genres nederhop en moderne r&b. In het lied zingen en rappen de artiesten over een relatie waarin de twee geliefden elkaar niet vertrouwen en ze denken dat de ander liegt en/of vreemdgaat.
Vlins had het nummer een stuk eerder geschreven voordat het werd uitgebracht. Toen hij het schreef had hij een artiest in gedachten, maar het bleef lang op de plak liggen. Toen vroeg hij Laura Yasmin om het stuk in te zingen. Dit beviel en samen besloten ze de track uit te brengen. Voordat het als single op de markt werd gebracht, ging een versie van het lied viraal op mediaplatform TikTok. Het duurde een tijdje voordat het vervolgens als single werd uitgebracht, aangezien Vlins vond dat hij zorgvuldig moest omgaan met het releasen van het nummer, aangezien het voor beide artiesten dé kans was om door te breken. De single heeft in Nederland de gouden status.

## Hitnoteringen
De artiesten hadden succes met het lied in de hitlijsten van Nederland. Het piekte op de twaalfde plaats van de Nederlandse Single Top 100 en stond negentien weken in deze hitlijst. De Nederlandse Top 40 werd niet bereikt; het kwam hier tot de eerste plaats van de Tipparade.